# 北海道労働局
北海道労働局（ほっかいどうろうどうきょく）は、厚生労働省の地方支分部局である都道府県労働局の一つで、管轄地域は北海道。

## 所在地
- 本局　北海道札幌市北区北8条西2丁目1番1号 札幌第1合同庁舎3・8・9階

## 組織
局長
- 総務部
  - 総務課、労働保険徴収課
- 労働基準部
  - 監督課、安全課、健康課、労災補償課、賃金室
- 職業安定部
  - 職業安定課、職業対策課、需給調整事業課、訓練課
- 雇用環境・均等部
  - 指導課、企画課

## 出先機関
- 労働基準監督署（16署1支署1駐在事務所）
  - 札幌中央労働基準監督署（札幌市北区）
  - 札幌東労働基準監督署（札幌市厚別区）
  - 函館労働基準監督署（函館市）
    - 江差駐在事務所（檜山郡江差町）

  - 小樽労働基準監督署（小樽市）
    - 倶知安支署（虻田郡倶知安町）

  - 岩見沢労働基準監督署（岩見沢市）
  - 旭川労働基準監督署（旭川市）
  - 帯広労働基準監督署（帯広市）
  - 滝川労働基準監督署（滝川市）
  - 北見労働基準監督署（北見市）
  - 室蘭労働基準監督署（室蘭市）
  - 苫小牧労働基準監督署（苫小牧市）
  - 釧路労働基準監督署（釧路市）
  - 名寄労働基準監督署（名寄市）
  - 留萌労働基準監督署（留萌市）
  - 稚内労働基準監督署（稚内市）
  - 浦河労働基準監督署（浦河郡浦河町）

- 公共職業安定所（ハローワーク、22所8出張所8分室）
  - 札幌公共職業安定所（札幌市中央区）
  - 函館公共職業安定所（函館市）
    - 江差出張所（檜山郡江差町）
    - 八雲出張所（二海郡八雲町）

  - 旭川公共職業安定所（旭川市）
    - 富良野出張所（富良野市）

  - 帯広公共職業安定所（帯広市）
    - 池田分室（中川郡池田町）

  - 北見公共職業安定所（北見市）
    - 遠軽出張所（紋別郡遠軽町）
    - 美幌分室（網走郡美幌町）

  - 紋別公共職業安定所（紋別市）
  - 小樽公共職業安定所（小樽市）
    - 余市分室（余市郡余市町）

  - 滝川公共職業安定所（滝川市）
    - 砂川出張所（砂川市）
    - 深川分室（深川市）

  - 釧路公共職業安定所（釧路市）
  - 室蘭公共職業安定所（室蘭市）
    - 伊達分室（伊達市）

  - 岩見沢公共職業安定所（岩見沢市）
  - 稚内公共職業安定所（稚内市）
  - 岩内公共職業安定所（岩内郡岩内町）
    - 倶知安分室（虻田郡倶知安町）

  - 留萌公共職業安定所（留萌市）
  - 名寄公共職業安定所（名寄市）
    - 士別出張所（士別市）

  - 浦河公共職業安定所（浦河郡浦河町）
    - 静内分室（日高郡新ひだか町）

  - 網走公共職業安定所（網走市）
  - 苫小牧公共職業安定所（苫小牧市）
  - 根室公共職業安定所（根室市）
    - 中標津分室（標津郡中標津町）

  - 札幌東公共職業安定所（札幌市豊平区）
    - 江別出張所（江別市）

  - 札幌北公共職業安定所（札幌市東区）
  - 千歳公共職業安定所（千歳市）
    - 夕張出張所（夕張市）

## 沿革
- 1947年（昭和22年）5月2日 - 都道府県労働基準局官制（昭和22年5月1日勅令第199号）にもとづき、厚生省の地方機関として、北海道労働基準局が発足。当時の労働基準監督署は、札幌署、函館署、小樽署、岩見沢署、旭川署、帶廣署、滝川署、北見署、室蘭署、釧路署、名寄署、倶知安署、留萌署、稚内署、浦賀署、江差署の16署。
- 1947年（昭和22年）9月1日 - 労働省の発足とともに、厚生省から労働省に移管。
- 2000年（平成12年）4月1日 - 北海道労働基準局から北海道労働局に組織変更。